# Santo Augusto
Santo Augusto é um município brasileiro do estado do Rio Grande do Sul.

## História
O município foi criado em 17 de fevereiro de 1959, pela Lei Estadual n° 3.721, que desmembrou seu território do município de Três Passos, do qual era distrito. Em maio daquele ano elegeram-se os primeiros vereadores e o primeiro prefeito, que tomaram posse em 30 de maio — data escolhida para comemorar o aniversário do município.

## Subdivisões
Compõem o município cinco distritos: Santo Augusto (sede), Santo Antônio, Pedro Paiva, Rincão dos Paivas e Nossa Senhora de Fátima.